# VSS Enterprise
VSS Enterprise — був першим з п'яти комерційних суборбітальних космічних літаків, збудованих на замовлення Virgin Galactic компанією Scaled Composites. Також перший літак класу Модель 339 SpaceShipTwo, розробленної на основі відмого попередника — SpaceShipOne. Літак здійснив свій перший політ у квітні 2013 року, тоді Річард Бренсон сказав, що «політ не зміг би пройти більш гладко». 31 жовтня 2014 року VSS Enterprise зазнав аварії під час випробувального польоту.
Літак був названий на честь USS Enterprise з популярного телевізійного серіалу Зоряний шлях (англ. Star Trek).
Після аварії літака Річард Бренсон заявив, що попри невдачу його компанія продовжить роботу над проектом: «Освоєння космосу — це складна річ, але вона вартує того. Ми будемо наполегливо продовжувати робити свою справу і рухатися вперед разом».

## Цікаві факти
- Станом на 2014 близько 500 осіб заплатили $250 000, щоб побачити космос на власні очі. Серед потенційних туристів до орбіти багато відомих людей — Леді Гага, Ештон Кутчер, Леонардо Ді Капріо та зіркова пара Бред Пітт і Анджеліна Джолі.[4]
- Філатов Борис Альбертович — український журналіст, адвокат та депутат Верховної Ради України планує здійснити суборбітальний політ на кораблі SpaceShipTwo як перший космічний турист від України (його місце в черзі на політ — 145).[5] Після аварії VSS Enterprise, Філатов розмістив на своїй офіційній сторінці у соціальній мережі Facebook заяву: «Він розбився. Але мрію вбити не можна. Все одно я полечу в космос.»[6]